# Barranc del Graller
El Barranc del Graller és un barranc de l'antic terme de Sapeira, actualment inclòs en el terme municipal de Tremp, al Pallars Jussà.
Es forma quasi a la mateixa carena de la Serra de Gurp, a la Roca Foradada, des d'on davalla cap al nord-oest, per abocar-se en el barranc dels Botets, en el moment que s'ajunta amb la Llau Fonda.